# Yo-kai őrzők
A Yo-kai őrzők (妖怪ウォッチ; Jókai Watch; Hepburn: Yōkai Watch; angolul: Yo-kai Watch) 2014 és 2018 között vetített japán animesorozat, amelyet Usiro Sindzsi rendezett, a 2013-as Nintendós szerepjáték alapján.
Japánbán 2014 január 8-án mutatta be a TXN. Magyarországon a Cartoon Network mutatta be 2016. május 7-én.

## Történet
Nate, a főszereplő kisfiú egy nap egy rejtélyes automatára bukkan, melyből sikerül egy rég bezárt lelket, vagyis yo-kait kiszabadítania. A Whisper névre hallgató lény Nate társa lesz. Együtt fedezik fel és oldják meg a városban garázdálkodó yo-kaiok által okozott problémákat. Segítségükre lesznek a feladatok során barátjukká váló yo-kaiok, akik egy érmével hívhatóak elő.

## Szerkezet
Minden epizód két, három vagy négy szegmensből áll. Sokszor a jelenetek különállóak, de vannak kapcsolódó felvonások is.

## Szereplők
- Nathan "Nate" Adams
- Katie Forester
- Barnaby "Bear" Bernstein
- Edward "Eddie" Archer

## Magyar változat
A szinkront a Turner Broadcasting System megbízásából az SDI Media Hungary készítette.
Magyar szöveg: Herendi Bálint, Igarashiné Szabó Adrienn, Fék András, Dr. Katona László
Hangmérnök és zenei rendező: Weichinger Kálmán
Rendező: Dezsőffy Rajz Katalin
Gyártásvezető: Németh Piroska
Felolvasó: Pál Tamás
Főcímdal: Magyar Bálint
Végefőcímdal: Andrádi Zsanett
- Bálint Sugárka – Jibanyan
- Barabás Kiss Zoltán – Gonzalez (FBI-ügynök az Alcatrazban)
- Baradlay Viktor – Roughraff
- Beregi Péter – Hungramps
- Berkes Bence – Barnaby, Gin
- Berkes Boglárka – Kin
- Bognár Tamás – Coughkoff
- Bolla Róbert – Sproink, Burly őrmester
- Csuha Lajos – Kuruzsló
- Czető Roland – Eddie, Faux Kappa
- Dögei Éva – Tattletell, Grubsnitch
- Elek Ferenc – Poofessor
- Faragó András – B3-NK1
- Farkasházi Réka – Komasan
- Fazekas István – Manjimutt
- Fehér Tibor – Venoct
- Fekete Zoltán – Johnson úr, Brokenbrella
- Gubányi György István – Washogun
- Györfi Laura – Fiona (Új Harmiaunia)
- Hámori Eszter – Lady Longnek
- Hamvas Dániel – Whisper
- Harsányi Gábor – Elder Bloom
- Hermann Lilla – Komajiro
- Horváth-Töreki Gergely – Nate apja (1. hang)
- Hujber Ferenc – Dandoodle (2. hang)
- Jakab Csaba – Zapaway gróf
- Joó Gábor – D’wanna, rendőr
- Juhász Zoltán – Nate apja (2. hang)
- Karácsonyi Zoltán – Directator
- Kassai Károly – Verygoodsir
- Madarász Éva – Chatalie, Spoilerina
- Maday Gábor – Slicenrise
- Markovics Tamás – Peckpocket
- Molnár Levente – Supoor Hero
- Nádasi Veronika – Cadin
- Nemes Takách Kata – Boyclops
- Németh Kriszta – Dismarelda
- Orosz Anna – Baku
- Ősi Ildikó – Pallysol
- Pálmai Szabolcs – Negatibuzz, Duchoo, Fidgephant (2. hang)
- Pavletits Béla – Fidgephant (1. hang)
- Penke Bence – Robonyan (2. hang)
- Szabó Sipos Barnabás – Waitington nagyúr
- Seszták Szabolcs – Cricky
- Sipos Eszter Anna – Shogunyan
- Solecki Janka – Nate anyja
- Szalay Csongor – Walkappa
- Szatory Dávid – Dandoodle (1. hang)
- Szilágyi Csenge – Espy, Watermelnyan
- Szilvási Dániel – Nate
- Szokol Péter – Wazzat, Cynake
- Tamási Nikolett – Katie
- Tarr Judit – Buhu, Rockabelly
- Törköly Levente – Payn
- Ungvári Gergely – Johnny Brains
- Vági Viktória – Brushido-katona #2

További magyar hangok: Bácskai János, Bogdán Gergő, Czető Zsanett, Györfi Laura, Karácsonyi Zoltán, Kardos Eszter, Kassai Ilona, Lamboni Anna, Laudon Andrea, Orosz Gergely, Papucsek Vilmos, Pekár Adrienn, Pupos Tímea, Rosta Sándor, Seder Gábor

## Yo-kai lista (1. évad)
1. Whisper: Whisper Nate komornyik yo-kaija. Állítólag mindent tud, s letagadja, amikor puskázik a Yo-kai Wikiről.
2. Dismarelda: Egy nagy rózsaszín puding asszonyság, aki viszályt, veszekedést és szomorúságot okoz.
3. Happierre: Ő Dismarelda habcsók férje, aki boldogságot hoz. Ketten vannak harmóniában.
4. Jibanyan: Nate egyik legjobb yo-kai barátja, a kis narancssárga cica. Rajong a csokoládéért. Halálos ellenségei az autók.
5. Walkappa: Egy felettébb unalmas vízi yo-kai. Kívülről egy béka és egy kacsa keveréke.
6. Tattletell: Egy idős nagymamára emlékeztet hosszú karokkal, melyekkel az emberbe kapaszkodik, s igazmondásra készteti őket.
7. Noko: Nokoról keveset tudni, de Whisper szerint egy mesebeli lény, kevés van belőle. Viszont tele lett vele a szoba.
8. Manjimutt: Egy emberarcú barna kutya. Gyakran rosszkedvű és még börtönbe is csukják.
9. Roughraff: Egy vérbeli lázadó, aki a jó gyerekekből fiatal bűnözőket csinál. Fél a víztől.
10. Hungramps: Ez a nagypapa éhessé teszi az embereket unokáját várva. Nagyon öreg.
11. Wazzat: Egy zöld kalap, aki a memóriát eszi, így az emberek felejtenek tőle.
12. Illoo: Egy illuzionista, aki azt láttatja, amire a legjobban vágynak.
13. Blazion: Egy tüzes oroszlán, aki feltüzeli az embereket és tettre késztet.
14. Negatibuzz: Egy szúnyog, aki miatt az emberek csak a bajra és a bizonytalanságra tudnak gondolni.
15. Signibble: Egy áramfiú, aki az elektromossággal végez csínyeket.
16. Komasan: Egy oroszlán-kutya yo-kai vidékről, aki a városban próbál élni. Ellenállhatatlan vonzást érez a fagyi iránt. Célja: büszkévé tenni Komajirót.
17. Nosir: Nosirok hárman vannak: „A, aaa. Dehogy, butuska. Az nem lesz jó!” – megpróbálják összezavarni az embert, s a végén az egyik beleszáll a yo-kai órába, s jelez, ha Nate fordítva teszi bele a medált.
18. Fidgephant: Fidgephant, az elefánt arra késztet, hogy „Dobj egy sárgát” (ki kell menned a mosdóba).
19. Hidabat: A denevér ráveszi áldozatát, hogy féljen a világtól, s hogy a sötétben ücsörögjenek, s ne jöjjenek elő.
20. Komajiro: Komajiro is egy oroszlán-kutya, Komasan öccse. Nem is tudja, de jobban be illeszkedik a városba, mint bátyja, de mégis Komasanra büszke.
21. Cadin: Egy kabóca, aki próbálja túlélni a visszaszámlálást életéből. Mondás: „Min, min”.
22. Robonyan: Robonyan egy robot, Jibanyan jövőbeli énje. Rengeteg mindent tud.
23. Buhu: Ez a balszerencsét okozó lúd, elhiteti az emberekkel, hogy szerencséjük van.
24. Shogunyan: Egy legendás yo-kai, Jibanyan őse. Erős szamuráj, aki irigyli Nate és Whisper barátságát.
25. Spenp: Ez a lebegő pénztárca ráveszi az embert, hogy felesleges dolgokra költsön.
26. Noway: Mindenre nemet mondat („Hogy is nem!”). Akit megszáll, az ellenkezőjét csinálja, mint amit kérsz.
27. Cheeksqueek: A füstjével büdös gázok kieresztésére késztet. Cikis helyzetet idéz elő.
28. Chatalie: Dicsekvésre és lehetetlen dolgok ígérésére utasít.
29. Táncoló trió: (Wiglin, Steppa, Rhyth) Jó táncost faragnak az emberből, de később kellemetlen pillanatokban jön elő a táncos hangulat.
30. Dazzabel: Egy lebegő divatos csontváz, aki túlöltözteti az embert.
31. Dimmy: Azt érezteti áldozatával, hogy csak egy halvány árnyék. Mondása: „Semmi baj, minden rendben, ne törődjetek velem!”
32. Sproink: Egy nagy malac, aki a fürdőben a vizet felforralja, így mások rosszul lesznek a meleg víztől.
33. Babblong: Hosszú, unalmas történeteket meséltet az emberekkel, melyeknek sosincs vége.
34. Pepillon: A pillangó a porával rajongásra késztet minden iránt.
35. Drizzle: Egy óriási galambszerű yo-kai, aki füstöt ereget a szájából, és ezzel elhozza a hirtelen esőt.
36. Mirapo: Az embereket gyorsan eljuttatja úti céljukhoz. Nagy tükör alakja van.
37. Cynake: Ez a kígyó ráveszi az embereket, hogy a tökéletes dologban is hibát találjanak.
38. Rockabelly: Egy madár, aki vicces arcot rajzol az emberek hasára, majd azzal megtáncoltatja őket.
39. Kyubi: Egy róka, aki egy jóképű fiúvá tud átváltozni, és úgy leány szíveket gyűjt. Ha megszerzi a 100. szívet, főrókává léptetik elő.
40. Gargaros: Egy hatalmas piros szörny, aki a rossz gyerekeket félelemmel bünteti.
41. Baku: Egy lila elefánt, aki álmokkal táplálkozik, ezért altató füstöt tud kibocsájtani.
42. Dandoodle: A legendás jóképű emberarcú kutya iránt minden nő rajong. Ám még az is képessége, hogy vonzóságát másokra vetíti.
43. D'Wanna: A megszállottja feladja a dolgokat. Mondása: „Nem akarom, (8x) nem akarom ezt csinálni!”
44. Insomni: Ráveszi az embereket, hogy sokáig fenn maradjanak, és másnap fáradtsággal bünteti őket.
45. Duchoo: Egy csirke, aki elhiteti azzal a gyerekkel, aki nem akar iskolába menni, hogy bekapott valami vírust.
46. Cuoghkoff: Duchoo barátja, egy barna tüskés csillag. Tökéletes mű köhögést eredményez.
47. Payn: Egy szalmaszálrágcsáló mester, aki az izmokat begörcsösíti.
48. Ake: Payn tanítványa. Payn gyakran mond neki oktató történeteket.
49. Grubsnitch: Egy ételt lopkodó yo-kai. Mondás: A lopott falat a legfinomabb! Ének: Csak egy kis harapás (volt)!
50. B3-NK1: Egy robot, aki csavart gyűjt, de ezzel elrontja a gépeket.
51. Tengloom: Egy könyvet bújó madár, aki miatt az emberek elvesztik életük értelmét. Átkát úgy lehet feloldani, ha mosolyra derítik Tengloomot.
52. Tengo: Egy yo-kai piros orral, kócos hajjal, aki hatalmas szelet tud gerjeszteni.
53. Espy: Egy háromszemű gondolatolvasó lebegő kutya. Nem bírja az undorító gondolatokat.
54. Peckpocket: Egy lila lopkodós madár. Mondása: „Ami az enyém, az az enyém, a tiéd is az enyém!”
55. Pallysol: Az egyik klasszikus yo-kai. Egy egyszemű esernyő, akinek mindig lóg a nyelve.
56. Lady Longnek: A másik klasszikus yo-kai. Egy kínai nőre emlékeztető figura hosszú, tekergő nyakkal.
57. Boyclops: A harmadik klasszikus yo-kai. Egyszemű ember, aki szalmakalapot visel.

## Epizódok
| Évad | Évad | Epizódok | Eredeti sugárzás | Eredeti sugárzás   | Magyar sugárzás | Magyar sugárzás   |
| Évad | Évad | Epizódok | Évadpremier      | Évadfinálé         | Évadpremier     | Évadfinálé        |
| ---- | ---- | -------- | ---------------- | ------------------ | --------------- | ----------------- |
|      | 1    | 76       | 2014. január 8.  | 2015. július 3.    | 2016. május 7.  | 2018. február 11. |
|      | 2    | 74       | 2015. július 10. | 2016. december 23. | N/A             | N/A               |
|      | 3    | 64       | 2017. január 4.  | 2018. március 31.  | N/A             | N/A               |

## 1. évad
| #   | Angol cím | Magyar cím                                                                                    | Eredeti premier      | Magyar premier       |
| --- | --- | --------------------------------------------------------------------------------------------- | -------------------- | -------------------- |
| 1.  | Yo-kai Are Real! | A yo-kaiok léteznek                                                                           | 2014. január 8.      | 2016. május 7.       |
| 1.  | The Spooky Intersection | Az ijesztő kereszteződés                                                                      | 2014. január 8.      | 2016. május 7.       |
| 2.  | The One in the Water | A vízben rejlő rejtély                                                                        | 2014. január 15.     | 2016. május 8.       |
| 2.  | Why Did You Say That!? | Miért mondtad ezt?                                                                            | 2014. január 15.     | 2016. május 8.       |
| 2.  | Katie's Secret | Katie titka                                                                                   | 2014. január 15.     | 2016. május 8.       |
| 3.  | The Rare One | A ritka példány                                                                               | 2014. január 22.     | 2016. május 14.      |
| 3.  | Yo-kai Manjimutt | Manjimutt                                                                                     | 2014. január 22.     | 2016. május 14.      |
| 3.  | Here Comes Roughraff | Itt jön Roughraff                                                                             | 2014. január 22.     | 2016. május 14.      |
| 3.  | Manjimutt Part 2 | Manjimutt (2. rész)                                                                           | 2014. január 22.     | 2016. május 14.      |
| 4.  | Yo-kai Medallium | Yo-kai medáltár                                                                               | 2014. január 29.     | 2016. május 15.      |
| 4.  | Yo-kai Hungramps | Hungramps                                                                                     | 2014. január 29.     | 2016. május 15.      |
| 4.  | Yo-kai Wazzat | Yo-kai Wazzat                                                                                 | 2014. január 29.     | 2016. május 15.      |
| 4.  | Manjimutt Part 3 | Manjimutt (3. rész)                                                                           | 2014. január 29.     | 2016. május 15.      |
| 5.  | Manjimutt: Part 4 | Manjimutt (4. rész)                                                                           | 2014. február 5.     | 2016. május 21.      |
| 5.  | Yo-kai Illoo | Yo-kai Illoo                                                                                  | 2014. február 5.     | 2016. május 21.      |
| 5.  | Let's Exorcise! | Űzzünk szellemet!                                                                             | 2014. február 5.     | 2016. május 21.      |
| 6.  | Manjimutt: Part 5 | Manjimutt (5. rész)                                                                           | 2014. február 19.    | 2016. augusztus 1.   |
| 6.  | Yo-kai Blazion | Yo-kai Blazion                                                                                | 2014. február 19.    | 2016. augusztus 1.   |
| 6.  | Yo-kai Negatibuzz | Yo-kai Negatibuzz                                                                             | 2014. február 19.    | 2016. augusztus 1.   |
| 6.  | The Sleepover | Ottalvós buli                                                                                 | 2014. február 19.    | 2016. augusztus 1.   |
| 7.  | Manjimutt: Part 6 | Manjimutt (6. rész)                                                                           | 2014. február 26.    | 2016. május 22.      |
| 7.  | Here's Komasan! | Itt jön Komasan                                                                               | 2014. február 26.    | 2016. május 22.      |
| 7.  | Yo-kai Nosirs | Nosir, a yo-kai                                                                               | 2014. február 26.    | 2016. május 22.      |
| 8.  | Manjimutt: Part 7 | Manjimutt (7. rész)                                                                           | 2014. március 5.     | 2016. május 28.      |
| 8.  | Yo-kai Fidgephant | Fidgephant, a yo-kai                                                                          | 2014. március 5.     | 2016. május 28.      |
| 8.  | Yo-kai Hidabat | Hidabat                                                                                       | 2014. március 5.     | 2016. május 28.      |
| 9.  | Komasan in the City: Here's Komajiro                                                                                                 | Komasan a városban: Itt van Komajiro                                                          | 2014. március 12.    | 2016. május 29.      |
| 9.  | Yo-kai Cadin | Yo-kai Cadin                                                                                  | 2014. március 12.    | 2016. május 29.      |
| 9.  | Robonyan Activate! | Robonyan aktiválva                                                                            | 2014. március 12.    | 2016. május 29.      |
| 10. | Komasan in the City: Urban Living | Komasan a városban: Városi élet                                                               | 2014. március 19.    | 2016. június 11.     |
| 10. | Yo-kai Buhu | Buhu, a yo-kai                                                                                | 2014. március 19.    | 2016. június 11.     |
| 10. | The Legend of Shogunyan | Shogunyan legendája                                                                           | 2014. március 19.    | 2016. június 11.     |
| 11. | Komasan in the City: The Turnstile                                                                                                   | Komasan a városban: A forgókar                                                                | 2014. március 26.    | 2016. június 12.     |
| 11. | Yo-kai Spenp | Spenp, a yo-kai                                                                               | 2014. március 26.    | 2016. június 12.     |
| 11. | Yo-kai Noway | Noway, a yo-kai                                                                               | 2014. március 26.    | 2016. június 12.     |
| 11. | Manjimutt: The Great Dog Escape: Catch & Release                                                                                     | Manjimutt: A nagy kutyaszökés: Elfogás és szabadulás                                          | 2014. március 26.    | 2016. június 12.     |
| 12. | Komasan in the City: Ear Warmers | TBA                                                                                           | 2014. április 4.     | TBA                  |
| 12. | Yo-kai Cheeksqueek | TBA                                                                                           | 2014. április 4.     | TBA                  |
| 12. | Manjimutt: The Great Dog Escape: Part 1                                                                                              | TBA                                                                                           | 2014. április 4.     | TBA                  |
| 13. | Komasan in the City: Low Budget Vittles                                                                                              | Komasan a városban: Olcsó ételek                                                              | 2014. április 11.    | 2016. június 18.     |
| 13. | Yo-kai Chatalie | Chatalie, a yo-kai                                                                            | 2014. április 11.    | 2016. június 18.     |
| 13. | Yo-kai Dancers | Yo-kai táncosok                                                                               | 2014. április 11.    | 2016. június 18.     |
| 13. | Manjimutt: The Great Dog Escape: Episode 2                                                                                           | Manjimutt nagy szökése, 2. rész                                                               | 2014. április 11.    | 2016. június 18.     |
| 14. | Komasan in the City: The Magic Floor                                                                                                 | Komasan a városban: A varázspadló                                                             | 2014. április 18.    | 2016. augusztus 2.   |
| 14. | Yo-kai Dazzabel & Yo-kai Dimmy | Két yo-kai: Dazzabel és Dimmy                                                                 | 2014. április 18.    | 2016. augusztus 2.   |
| 14. | Manjimutt: The Great Dog Escape: Episode 3                                                                                           | Manjimutt: A nagy kutyaszökés, 3. rész                                                        | 2014. április 18.    | 2016. augusztus 2.   |
| 15. | Komasan in the City: DJKJ | Komasan a városban: DJ KJ                                                                     | 2014. április 25.    | 2016. augusztus 3.   |
| 15. | Yo-kai Sproink | Yo-kai Sproink                                                                                | 2014. április 25.    | 2016. augusztus 3.   |
| 15. | Yo-kai Babblong | Yo-kai Babblong                                                                               | 2014. április 25.    | 2016. augusztus 3.   |
| 15. | Manjimutt: The Great Dog Escape: Episode 4                                                                                           | Manjimutt: A nagy kutyaszökés, 4. rész                                                        | 2014. április 25.    | 2016. augusztus 3.   |
| 16. | Yo-kai Peppillon | Yo-kai Peppillon                                                                              | 2014. május 2.       | 2016. augusztus 4.   |
| 16. | Komasan in the City: My Cool Brother                                                                                                 | Komasan a városban: Az én klassz testvérem                                                    | 2014. május 2.       | 2016. augusztus 4.   |
| 16. | Manjimutt: The Great Dog Escape: Episode 5                                                                                           | Manjimutt: A nagy kutyaszökés, 5. rész                                                        | 2014. május 2.       | 2016. augusztus 4.   |
| 17. | Komasan: Movin On Up Episode 1 | Komasan karriert csinál, 1. rész                                                              | 2014. május 9.       | 2016. augusztus 5.   |
| 17. | Yo-kai Cynake | Yo-kai Cynake                                                                                 | 2014. május 9.       | 2016. augusztus 5.   |
| 17. | Yo-kai Rockabelly | Yo-kai Rockabelly                                                                             | 2014. május 9.       | 2016. augusztus 5.   |
| 17. | Manjimutt: The Great Dog Escape: Episode 6                                                                                           | Manjimutt: A nagy kutyaszökés, 6. rész                                                        | 2014. május 9.       | 2016. augusztus 5.   |
| 18. | Kyubi: Operation Heartbreak | Kyubi: A szívtipró akció                                                                      | 2014. május 16.      | 2016. augusztus 8.   |
| 18. | Yo-kai Gargaros | Yo-kai Gargaros                                                                               | 2014. május 16.      | 2016. augusztus 8.   |
| 18. | Komasan: Movin On Up! Episode 2 | Komasan karriert csinál, 2. rész                                                              | 2014. május 16.      | 2016. augusztus 8.   |
| 19. | Komasan: Movin On Up! Episode 3 | Komasan karriert csinál, 3. rész                                                              | 2014. május 23.      | 2016. augusztus 9.   |
| 19. | Yo-kai Baku | Yo-kai Baku                                                                                   | 2014. május 23.      | 2016. augusztus 9.   |
| 19. | Kyubi: Operation Amusement Park | Kyubi: A vidámpark akció                                                                      | 2014. május 23.      | 2016. augusztus 9.   |
| 20. | The Legend of Dandoodle | A legendás Dandoodle                                                                          | 2014. május 30.      | 2016. augusztus 10.  |
| 20. | Komasan: Movin' On Up! Episode 4 | Komasan karriert csinál, 4. rész                                                              | 2014. május 30.      | 2016. augusztus 10.  |
| 21. | Yo-kai D'wanna | Yo-kai D'wanna                                                                                | 2014. június 6.      | 2016. augusztus 11.  |
| 21. | Yo-kai Insomni | Yo-kai Insomni                                                                                | 2014. június 6.      | 2016. augusztus 11.  |
| 21. | Komasan in Love Episode 1 | A szerelmes Komasan, 1. rész                                                                  | 2014. június 6.      | 2016. augusztus 11.  |
| 22. | Komasan in Love Episode 2 | A szerelmes Komasan, 2. rész                                                                  | 2014. június 13.     | 2016. augusztus 12.  |
| 22. | Yo-kai Duchoo | Yo-kai Duchoo                                                                                 | 2014. június 13.     | 2016. augusztus 12.  |
| 22. | Yo-kai Ake & Payn | Yo-kai Ake és Pain                                                                            | 2014. június 13.     | 2016. augusztus 12.  |
| 23. | Komasan in Love Episode 3 | A szerelmes Komasan, 3. rész                                                                  | 2014. június 20.     | 2016. augusztus 15.  |
| 23. | Yo-kai Grubsnitch | Yo-kai Grubsnitch                                                                             | 2014. június 20.     | 2016. augusztus 15.  |
| 23. | Yo-kai B3-NK1 | Yo-kai B3-NK1                                                                                 | 2014. június 20.     | 2016. augusztus 15.  |
| 24. | Komasan in Love Episode 4 | A szerelmes Komasan, 4. rész                                                                  | 2014. június 27.     | 2016. augusztus 16.  |
| 24. | Yo-kai Tengloom | Yo-kai Tengloom                                                                               | 2014. június 27.     | 2016. augusztus 16.  |
| 24. | The Real One | Az igazi                                                                                      | 2014. június 27.     | 2016. augusztus 16.  |
| 25. | Jibanyan's Secret | Jibanyan titka                                                                                | 2014. július 4.      | 2016. augusztus 17.  |
| 26. | Yo-kai Espy | Yo-kai Espy                                                                                   | 2014. július 11.     | 2016. augusztus 18.  |
| 26. | Yo-kai Peckpocket | Yo-kai Peckpocket                                                                             | 2014. július 11.     | 2016. augusztus 18.  |
| 26. | Komasan in Love Episode 5 | A szerelmes Komasan, 5. rész                                                                  | 2014. július 11.     | 2016. augusztus 18.  |
| 27. | The New Yo-kai Watch | TBA                                                                                           | 2014. július 18.     | TBA                  |
| 27. | The Unboxing | TBA                                                                                           | 2014. július 18.     | TBA                  |
| 28. | Here Come the Classic Yo-kai | Következnek a klasszikus yo-kai-ok!                                                           | 2014. július 25.     | 2017. május 15.      |
| 28. | Let's Exorcise (Again!) | Ördögöd van! Megint!                                                                          | 2014. július 25.     | 2017. május 15.      |
| 28. | Are They Really Cool? | Tényleg annyira menők?                                                                        | 2014. július 25.     | 2017. május 15.      |
| 29. | Springdale Five-Yo: Episode 1 – The Unwilling Occupant                                                                               | Springdale Ötös egység: A kéretlen vendég                                                     | 2014. augusztus 1.   | 2017. május 16.      |
| 29. | Yo-kai Swelton | Yo-kai Swelton                                                                                | 2014. augusztus 1.   | 2017. május 16.      |
| 29. | Yo-kai Brokenbella | Yo-kai Brokenbrella                                                                           | 2014. augusztus 1.   | 2017. május 16.      |
| 30. | Springdale Five-Yo: Episode 2 – The Ransom                                                                                           | Springdale Ötös egység: A váltságdíj                                                          | 2014. augusztus 8.   | 2017. május 17.      |
| 30. | Yo-kai Pandle | Yo-kai Pandle                                                                                 | 2014. augusztus 8.   | 2017. május 17.      |
| 30. | Yo-kai So-Sorree | Yo-kai So-Sorree                                                                              | 2014. augusztus 8.   | 2017. május 17.      |
| 31. | Westward Yo! | Tarts nyugatnak!                                                                              | 2014. augusztus 15.  | 2017. május 18.      |
| 32. | Springdale Five-Yo: Episode 3 – The Interrogation Room                                                                               | Springdale Ötös egység: A kihallgatás                                                         | 2014. augusztus 22.  | 2017. május 19.      |
| 32. | Yo-kai Lie-in Heart | Yo-kai Lie-in Heart                                                                           | 2014. augusztus 22.  | 2017. május 19.      |
| 32. | Cool Yo-kai Showdown! | Randevú yo-kai-módra                                                                          | 2014. augusztus 22.  | 2017. május 19.      |
| 33. | Springdale Five-Yo: Episode 4 – The Stakeout                                                                                         | Springdale Ötös egység: Rendőri megfigyelés                                                   | 2014. augusztus 29.  | 2017. május 22.      |
| 33. | Yo-kai Papa Windbag | Yo-kai Papa Windbag                                                                           | 2014. augusztus 29.  | 2017. május 22.      |
| 33. | Which One Is Real? | Ki az igazi?                                                                                  | 2014. augusztus 29.  | 2017. május 22.      |
| 34. | Springdale Five-Yo: Episode 5 – Shake a Tail                                                                                         | Springdale Ötös egység: Álruhás hadművelet                                                    | 2014. szeptember 5.  | 2017. május 23.      |
| 34. | Yo-kai Yoodooit | A Yoodooit yo-kai                                                                             | 2014. szeptember 5.  | 2017. május 23.      |
| 34. | Yo-kai Enerfly | Yo-kai Enerfly                                                                                | 2014. szeptember 5.  | 2017. május 23.      |
| 35. | Springdale Five-Yo: Episode 6 – Prime Suspect                                                                                        | Springdale Ötös egység: A legfőbb gyanúsított                                                 | 2014. szeptember 12. | 2017. május 24.      |
| 35. | Titanics of the Caribbean | A Karib-tenger titánjai                                                                       | 2014. szeptember 12. | 2017. május 24.      |
| 35. | Yo-kai Cricky | Cricky yo-kai                                                                                 | 2014. szeptember 12. | 2017. május 24.      |
| 36. | Springdale Five-Yo: Episode 7 – Imminent Danger Removal                                                                              | Springdale Ötös egység: A közelgő veszély megelőzése                                          | 2014. szeptember 19. | 2017. május 26.      |
| 36. | Sgt. Burly | Burly őrmester                                                                                | 2014. szeptember 19. | 2017. május 26.      |
| 36. | Yo-kai Heheheel | Heheheel yo-kai                                                                               | 2014. szeptember 19. | 2017. május 26.      |
| 37. | Fitno-Failure | Mókás tornanap                                                                                | 2014. szeptember 26. | 2017. május 29.      |
| 37. | Springdale Five-Yo: The Finale | Springdale Ötös egység: Végjáték                                                              | 2014. szeptember 26. | 2017. május 29.      |
| 37. | Gourmet School Lunch: Preview | Iskolamenza ínyenceknek                                                                       | 2014. szeptember 26. | 2017. május 29.      |
| 38. | Snack Wars | Rágcsaháború                                                                                  | 2014. október 3.     | 2017. május 30.      |
| 38. | Yo-kai Verygoodsir | A lakájos yo-kai                                                                              | 2014. október 3.     | 2017. május 30.      |
| 38. | Gourmet School Lunch: Meal 1 Stew!                                                                                                   | Iskolamenza ínyenceknek – Első fogás: ragu                                                    | 2014. október 3.     | 2017. május 30.      |
| 39. | Gourmet School Lunch: Meal 2 Pudding!                                                                                                | Iskolamenza ínyenceknek – Második fogás: A puding                                             | 2014. október 10.    | 2017. május 31.      |
| 39. | Yo-kai Failian | Yo-kai Failian                                                                                | 2014. október 10.    | 2017. május 31.      |
| 39. | Yo-kai Spoilerina | Yo-kai Spoilerina                                                                             | 2014. október 10.    | 2017. május 31.      |
| 40. | Yo-kai Top 10 | Yo-kai top 10                                                                                 | 2014. október 17.    | 2017. június 1.      |
| 40. | Yo-kai Count Zapaway | Zapaway gróf, a yo-kai                                                                        | 2014. október 17.    | 2017. június 1.      |
| 40. | Gourmet School Lunch: Meal 3 Cruller!                                                                                                | Iskolamenza ínyenceknek – Harmadik fogás: Ekler fánk                                          | 2014. október 17.    | 2017. június 1.      |
| 41. | Gourmet School Lunch: Meal 4 Fried Chicken!                                                                                          | Iskolamenza ínyenceknek – Negyedik fogás: Csirkefalatok                                       | 2014. október 24.    | 2017. június 2.      |
| 41. | Yo-kai Shmoopie | Shmoopie yo-kai                                                                               | 2014. október 24.    | 2017. június 2.      |
| 41. | Yo-kai Yoink | Yoink yo-kai                                                                                  | 2014. október 24.    | 2017. június 2.      |
| 42. | Horror of Dracunyan | Dracunyan rémmeséje                                                                           | 2014. október 31.    | 2017. június 8.      |
| 43. | Professor Vacant and the Mysterious Mansion                                                                                          | Kontár professzor és a rejtélyes kastély                                                      | 2014. november 7.    | 2017. június 6.      |
| 44. | Hangin' With Mr. Crabbycat: Lesson 1                                                                                                 | Az élet Mr. Crabbycat-tel: Ideje megtanulnod a leckét! / Lázadó ifjúság / Eltűnt rosszcsont   | 2014. november 14.   | 2017. június 5.      |
| 44. | Yo-kai Mimikin | Mimikin yo-kai                                                                                | 2014. november 14.   | 2017. június 5.      |
| 44. | Yo-kai Snottle | Snottle yo-kai                                                                                | 2014. november 14.   | 2017. június 5.      |
| 45. | Hangin' With Mr. Crabbycat: Lesson 2                                                                                                 | Az élet Mr. Crabbycat-tel: Gyalogbajok / Gyümölcsöző pletykák / Kemény dolgok                 | 2014. november 21.   | 2017. június 8.      |
| 45. | Every Cold Has Its Thorn(yan) | Nincs megfázás tövis nélkül                                                                   | 2014. november 21.   | 2017. június 8.      |
| 45. | Yo-kai Sandmeh | Sandmeh yo-kai                                                                                | 2014. november 21.   | 2017. június 8.      |
| 46. | Hangin' With Mr. Crabbycat: Lesson 3                                                                                                 | Az élet Mr. Crabbycat-tel: Jegeskávé-zuhany / Titkos imádó / Újabb titkos imádó / Kiwik félre | 2014. november 28.   | 2017. június 9.      |
| 46. | Yo-Kai Supoor Hero | Supoor Hero yo-kai                                                                            | 2014. november 28.   | 2017. június 9.      |
| 46. | Legend of Poofessor | Poofessor története                                                                           | 2014. november 28.   | 2017. június 9.      |
| 47. | Whisper's Secret Past | Whisper titkos múltja                                                                         | 2014. december 12.   | 2017. június 12.     |
| 48. | Hangin' With Mr. Crabbycat: Lesson 4                                                                                                 | Az élet Mr. Crabbycat-tel: Mi a helyzet a teszttel? / A gúny iskolája / Magvas beszélgetés    | 2014. december 19.   | 2017. június 13.     |
| 48. | The Missing Yo-kai Pad | Az eltűnt yo-kai pad                                                                          | 2014. december 19.   | 2017. június 13.     |
| 48. | Yo-Kai Report Cards! | Yo-kai bizonyítvány                                                                           | 2014. december 19.   | 2017. június 13.     |
| 49. | A Very Yo-kai Christmas | A karácsony yo-kai szelleme                                                                   | 2014. december 19.   | 2017. június 14.     |
| 49. | The Koma-Santa Clause | A Mikulás kis komái                                                                           | 2014. december 19.   | 2017. június 14.     |
| 49. | Yo-Kai Ol' Saint Trick | Ol' Saint Trick yo-kai                                                                        | 2014. december 19.   | 2017. június 14.     |
| 50. | Hangin' With Mr. Crabbycat: Lesson 5                                                                                                 | Az élet Mr. Crabbycat-tel: Érettségi / Szemezgetés / A tanári mélységek                       | 2014. december 26.   | 2017. június 15.     |
| 50. | The Adams House: The House Cleaning War!                                                                                             | Tisztogató hadjárat                                                                           | 2014. december 26.   | 2017. június 15.     |
| 50. | Venoct's Revenge 1: The Search | Venoct bosszúja, 1. rész: A kutatás                                                           | 2014. december 26.   | 2017. június 15.     |
| 51. | Venoct's Revenge 2: Enemy Camp | Venoct bosszúja, 2. rész: Az ellenség fészke                                                  | 2015. január 9.      | 2017. szeptember 9.  |
| 51. | Yo-kai Pandanoko | Pandanoko yo-kai                                                                              | 2015. január 9.      | 2017. szeptember 9.  |
| 51. | Yo-kai Cutta-nah | Cutta-nah yo-kai                                                                              | 2015. január 9.      | 2017. szeptember 9.  |
| 52. | Venoct's Revenge 3: The Army of Evil                                                                                                 | Venoct bosszúja, 3. rész: A vad hadsereg                                                      | 2015. január 16.     | 2017. augusztus 20.  |
| 52. | Yo-Kai Drizzelda and Ray O'Light | Drizzelda és Ray O'Light yo-kai                                                               | 2015. január 16.     | 2017. augusztus 20.  |
| 52. | Yo-Kai Jumbelina | Jumbelina yo-kai                                                                              | 2015. január 16.     | 2017. augusztus 20.  |
| 53. | Venoct's Revenge 4: Rubeus J | Venoct kontra Rubeus J                                                                        | 2015. január 23.     | 2017. augusztus 26.  |
| 53. | Yo-Kai Dromp | Dromp yo-kai                                                                                  | 2015. január 23.     | 2017. augusztus 26.  |
| 54. | Old Lady Dream Teacher: Act I | Öreganyó álomszínháza: 1. felvonás                                                            | 2015. január 30.     | 2017. augusztus 27.  |
| 54. | Yo-Kai Gutsy Bones | Gutsy Bones yo-kai                                                                            | 2015. január 30.     | 2017. augusztus 27.  |
| 54. | Yo-Kai Furdinand | Furdinand yo-kai                                                                              | 2015. január 30.     | 2017. augusztus 27.  |
| 55. | Old Lady Dream Teacher: Act II | Öreganyó álomszínháza: 2. felvonás                                                            | 2015. február 6.     | 2017. augusztus 19.  |
| 55. | For Love or Chocolate | Csoki vagy szerelem?                                                                          | 2015. február 6.     | 2017. augusztus 19.  |
| 56. | Old Lady Dream Theater: Act III | Öreganyó álomszínháza: 3. felvonás                                                            | 2015. február 13.    | 2017. szeptember 3.  |
| 56. | Yo-kai Wantston | Wantston yo-kai                                                                               | 2015. február 13.    | 2017. szeptember 3.  |
| 56. | Yo-kai Pupsicle | TBA                                                                                           | 2015. február 13.    | 2017. szeptember 3.  |
| 57. | Old Lady Dream Theater: Act IV | Öreganyó álomszínháza: 4. felvonás                                                            | 2015. február 20.    | 2017. október 7.     |
| 57. | Yo-kai Daiz | Daiz yo-kai                                                                                   | 2015. február 20.    | 2017. október 7.     |
| 57. | Yo-kai Cap'n Crash | Cap'n Crash yo-kai                                                                            | 2015. február 20.    | 2017. október 7.     |
| 58. | Yo-kai Gimme | Gimme yo-kai                                                                                  | 2015. február 27.    | 2017. szeptember 24. |
| 58. | Yo-kai Tublappa | Tublappa yo-kai                                                                               | 2015. február 27.    | 2017. szeptember 24. |
| 58. | Kaptain Komasan! | Komasan kapitány                                                                              | 2015. február 27.    | 2017. szeptember 24. |
| 59. | Kaptain Komasan and the Mess at Loch Ness / Kaptain Komasan's Expedition Team: Do Dinosaurs Live Among Us?                           | Komasan kapitány felderítő akciója: Még mindig élnek?                                         | 2015. március 6.     | 2017. szeptember 2.  |
| 59. | Yo-kai Master Oden | Master Oden yo-kai                                                                            | 2015. március 6.     | 2017. szeptember 2.  |
| 59. | Yo-kai Suspicioni | Suspicioni yo-kai                                                                             | 2015. március 6.     | 2017. szeptember 2.  |
| 60. | Kaptain Komasan and the Kaveman / Kaptain Komasan's Expedition Team: Are Super-Strong Caveman Real?                                  | Komasan kapitány felfedező akciója: Léteznek-e a halhatatlan barlanglakók?                    | 2015. március 13.    | 2017. október 8.     |
| 60. | The Disturbing Life of Toiletta | Toiletta mozgalmas élete                                                                      | 2015. március 13.    | 2017. október 8.     |
| 60. | Yo-kai Copperled | Copperled yo-kai                                                                              | 2015. március 13.    | 2017. október 8.     |
| 61. | Kaptain Komasan and the Alien / Kaptain Komasan's Expedition Team: The Desert Deception! Area 51 Exposed!                            | Komasan kapitány felfedező akciója: A sivatag titka: az 51-es körzet                          | 2015. március 20.    | 2017. szeptember 23. |
| 61. | Yo-kai Enduriphant | Enduriphant yo-kai                                                                            | 2015. március 20.    | 2017. szeptember 23. |
| 61. | Yo-kai Wydeawake | Wydeawake yo-kai                                                                              | 2015. március 20.    | 2017. szeptember 23. |
| 62. | Kaptain Komasan and the Merman / Kaptain Komasan's Expedition Team: The Search For The Legendary Amazon Merman!                      | Komasan kapitány felderítő expedíciója: Az amazoni sellő                                      | 2015. március 27.    | 2017. szeptember 10. |
| 62. | Burly Blasters | Nagyerejű bumm                                                                                | 2015. március 27.    | 2017. szeptember 10. |
| 62. | Yo-kai Infour | Infour yo-kai                                                                                 | 2015. március 27.    | 2017. szeptember 10. |
| 63. | Kaptain Komasan and the Buried Treasure / Kaptain Komasan's Expedition Team: The Great History Mystery! Digging for Buried Treasure! | Komasan kapitány felfedező csapata: Egy nagy történelmi talány! Kiássuk az elásott kincset!   | 2015. április 3.     | 2017. szeptember 30. |
| 63. | Yo-kai April Fools | Áprilisi yo-kai-ok                                                                            | 2015. április 3.     | 2017. szeptember 30. |
| 63. | Yo-kai Snartle | Snartle yo-kai                                                                                | 2015. április 3.     | 2017. szeptember 30. |
| 64. | Kaptain Komasan and the Yeti / Kaptain Komasan's Expedition Team: The Brave Team Heads to the Himalayan Mountains                    | Komasan kapitány felfedező csapata: Létezik-e a förtelmes hóember?                            | 2015. április 10.    | 2017. október 1.     |
| 64. | Yo-kai Bruff | Bruff yo-kai                                                                                  | 2015. április 10.    | 2017. október 1.     |
| 64. | Yo-kai Dummkap | Dummkap yo-kai                                                                                | 2015. április 10.    | 2017. október 1.     |
| 65. | Kaptain Komasan and the Surprise Ending / Kaptain Komasan's Expedition Team: The Final Episode! The Last Day of Director Phonius     | Komasan kapitány felfedező csapata: Az utolsó rész                                            | 2015. április 17.    | 2018. január 6.      |
| 65. | Sour Milk? | TBA                                                                                           | 2015. április 17.    | 2018. január 6.      |
| 66. | Gnervous Gnomey | Nyugtalan Gnomey                                                                              | 2015. április 24.    | 2018. január 7.      |
| 66. | Yo-kai Lafalotta | Lafalotta yo-kai                                                                              | 2015. április 24.    | 2018. január 7.      |
| 66. | Dog Days | Kutyául                                                                                       | 2015. április 24.    | 2018. január 7.      |
| 67. | Gnumerous Gnomey | Nagyszámú Gnomey                                                                              | 2015. május 1.       | 2018. január 13.     |
| 67. | Katie's Yo-kai Butler | Katie yo-kai lakája                                                                           | 2015. május 1.       | 2018. január 13.     |
| 68. | Gnarly Gnomey | Nagyszerű Gnomey                                                                              | 2015. május 8.       | 2018. január 14.     |
| 68. | Yo-kai Negasus | Negasus yo-kai                                                                                | 2015. május 8.       | 2018. január 14.     |
| 68. | Pho-Nate | Ál-Nate                                                                                       | 2015. május 8.       | 2018. január 14.     |
| 69. | Gnew Guy Gnomey | Nebuló Gnomey                                                                                 | 2015. május 15.      | 2018. január 20.     |
| 69. | Yo-kai Mynimo | Mynimo yo-kai                                                                                 | 2015. május 15.      | 2018. január 20.     |
| 69. | Yo-kai Grumples | Grumples yo-kai                                                                               | 2015. május 15.      | 2018. január 20.     |
| 70. | Gnew Guy Gnomey: The Exam Episode | Nebuló Gnomey: A vizsga                                                                       | 2015. május 22.      | 2018. január 21.     |
| 70. | Yo-kai Wotchagot | Wotchagot yo-kai                                                                              | 2015. május 22.      | 2018. január 21.     |
| 70. | Hidabat's Secret | Hidabat titka                                                                                 | 2015. május 22.      | 2018. január 21.     |
| 71. | Gnew Guy Gnomey: The Love Episode | TBA                                                                                           | 2015. május 29.      | TBA                  |
| 71. | A Yo-kai Holiday! | TBA                                                                                           | 2015. május 29.      | TBA                  |
| 71. | The High-Fright Zone | TBA                                                                                           | 2015. május 29.      | TBA                  |
| 72. | Yo-kai Greesel | Greesel yo-kai                                                                                | 2015. június 5.      | 2018. január 27.     |
| 72. | Yo-kai Bowminos | Bowminos yo-kai                                                                               | 2015. június 5.      | 2018. január 27.     |
| 72. | Yo-kai No-Go Cart | No-Go Cart yo-kai                                                                             | 2015. június 5.      | 2018. január 27.     |
| 73. | Yo-kai Irewig | Irewig yo-kai                                                                                 | 2015. június 12.     | 2018. február 3.     |
| 73. | Yo-kai Mermaidyn | Mermaidyn yo-kai                                                                              | 2015. június 12.     | 2018. február 3.     |
| 73. | Yo-kai Gush | Gush yo-kai                                                                                   | 2015. június 12.     | 2018. február 3.     |
| 74. | Country Folk'll Try Anything Once: The Electronics Store                                                                             | A vidékiek csak egyszer próbálkoznak: A műszaki áruház                                        | 2015. június 19.     | 2018. február 4.     |
| 74. | Make Vroom for Lil' Swirlie | Utat Kis Pörgősnek                                                                            | 2015. június 19.     | 2018. február 4.     |
| 74. | Robonyan... Type-F! | Robonyan F típus                                                                              | 2015. június 19.     | 2018. február 4.     |
| 75. | Country Folk'll Try Anything Once: The Ramen Stand                                                                                   | A vidékiek csak egyszer próbálkoznak: A tészta kifőzde                                        | 2015. június 26.     | 2018. február 10.    |
| 75. | Yo-kai Shrook | Shrook yo-kai                                                                                 | 2015. június 26.     | 2018. február 10.    |
| 75. | Yo-kai Chansin | Chansin yo-kai                                                                                | 2015. június 26.     | 2018. február 10.    |
| 76. | Country Folk'll Try Anything Once: The Gym                                                                                           | A vidékiek csak egyszer próbálkoznak: A konditerem                                            | 2015. július 3.      | 2018. február 11.    |
| 76. | Yo-kai Rawry | Rawry yo-kai                                                                                  | 2015. július 3.      | 2018. február 11.    |
| 76. | Pandle-monium | Pandle-monium                                                                                 | 2015. július 3.      | 2018. február 11.    |

## Tévéfilm
| Eredeti cím             | Magyar cím           | Rendezte | Írta | Eredeti premier | Magyar premier    |
| ----------------------- | -------------------- | -------- | ---- | --------------- | ----------------- |
| Yo-kai Watch: The Movie | Yo-kai őrzők: A film |          |      |                 | 2018. november 1. |